# Różkowiec lipowy
Różkowiec lipowy, rożkowiec lipowy, szpeciel lipowy (Eriophyes tiliae) – gatunek roztocza z nadrodziny szpecieli. Żeruje na liściach lip, powodując powstawanie rożkowatych galasów.

## Taksonomia
Gatunek ten po raz pierwszy opisany został w 1857 roku przez Alexandra Pagenstechera, natomiast w rodzaju Eriophyes umieścił go w 1890 Alfred Nalepa. W latach 1892–1920 Nalepa wyróżnił kilka podgatunków tego różkowca: E. t. typicus, E. t. tomentosae, E. t. tiliaceus, E. t. nervalis, E. t. liosoma, E. t. exilis oraz odmianę E. t. var rudis. W swej klasyfikacji oparł się jednak na objawach wywoływanych przez żerowanie roztoczy, a ponadto, co jako pierwszy wskazał w 1969 roku Hartford Hammond Keifer, nie rozróżniał on samic letnich (protogynnne) i jesienno-zimowych (deutogynne), często przypisując je do odrębnych taksonów. Uporządkowania wiedzy o żerujących na lipach przedstawicielach Eriophyes dokonali w 2013 roku Grażyna Soika i Marcin Kozak, wyróżniając wśród nich trzy gatunki: E. tiliae, E. exilis i E. nervallis, zaś resztę nazw umieszczając wśród ich synonimów.

## Opis
Roztocz ten ma robakowatego kształtu ciało, u samców i letnich samic ubarwione mlecznobiało, a u samic jesienno-zimowych bursztynowo. Wymiary ciała wynoszą 180–212 μm długości i 54–58 μm szerokości u samców, 160–290 μm długości i 54–64 μm szerokości u samic letnich, 155–238 μm długości i 41–64 μm szerokości u samic jesienno-zimowych oraz 113–150 μm długości i 37–43 szerokości u nimf. Gnatosoma skierowana jest skośnie ku dołowi. Półokrągłego kształtu tarczka prodorsalna ma wzór złożony z: linii środkowej w tylnej połowie pola środkowego, nieporozrywanych, od przedniej krawędzi falistych i ku tylnej krawędzi rozbieżnych linii dośrodkowych (admedialnych), prawie równoległych do nich linii przyśrodkowych (submedialnych) w przedniej połowie tarczki oraz pary V-kształtnie umieszczonych linii w pobliżu tylnego jej brzegu. Liczba guzków skapularnych na tylnej krawędzi tarczki prodorsalnej wynosi 15–20 u samców, 16–18 u samic letnich, 10–16 u samic zimowych oraz 13–15 u nimf. Szczecinki skapularnych na tylnej krawędzi tarczki prodorsalnej są skierowane ku przodowi, a ich liczba wynosi 15 u samców, 18–24 u samic letnich, 16–23 u samic zimowych oraz 17–18 u nimf. Wymiary genitaliów wynoszą u samic letnich 12–15 μm długości i 21–24 μm szerokości, a u samic jesienno-zimowych 11–13 μm długości, 18–22 μm szerokości. Szerokość epiandrium samca wynosi od 18 do 20 μm. Liczba pierścieni opistosomy jest podobna patrząc od strony grzbietowej i brzusznej, a wynosi 60–69 u samców, 70–80 u samic letnich, 64–70 u samic jesienno-zimowych i 50–59 u nimf. Samice jesienno-zimowe od letnich wyróżniają się dużymi, wyraźnymi, niemal okrągłymi mikroguzkami na grzbietowych pierścieniach opistosomy, z wyjątkiem pięciu ostatnich, które są gładkie oraz czterema mikroguzkwoanymi pierścieniami w rejonie biodrowo-genitalnym. U samic letnich guzki na pierścieniach grzbietowych opsitosomy są owalne i w formie drobnej obecne również na pięciu ostatnich pierścieniach, a w rejonie biodrowo-genitalnym liczba mikroguzkowanych pierścieni wynosi od 5 do 6.
Samice E. tiliae odróżnić można od E. nervalis po tarczce prodorsalnej o wypukłej krawędzi tylnej i stożkowatych guzkach skapularnych oraz po czteropromienistych empodiach. Z kolei od tych E. exilis różnią się m.in. półokrągłym kształtem tarczki prodoesalnej i rozwidloną na przedzie apodemą prosternalną.

## Biologia i ekologia

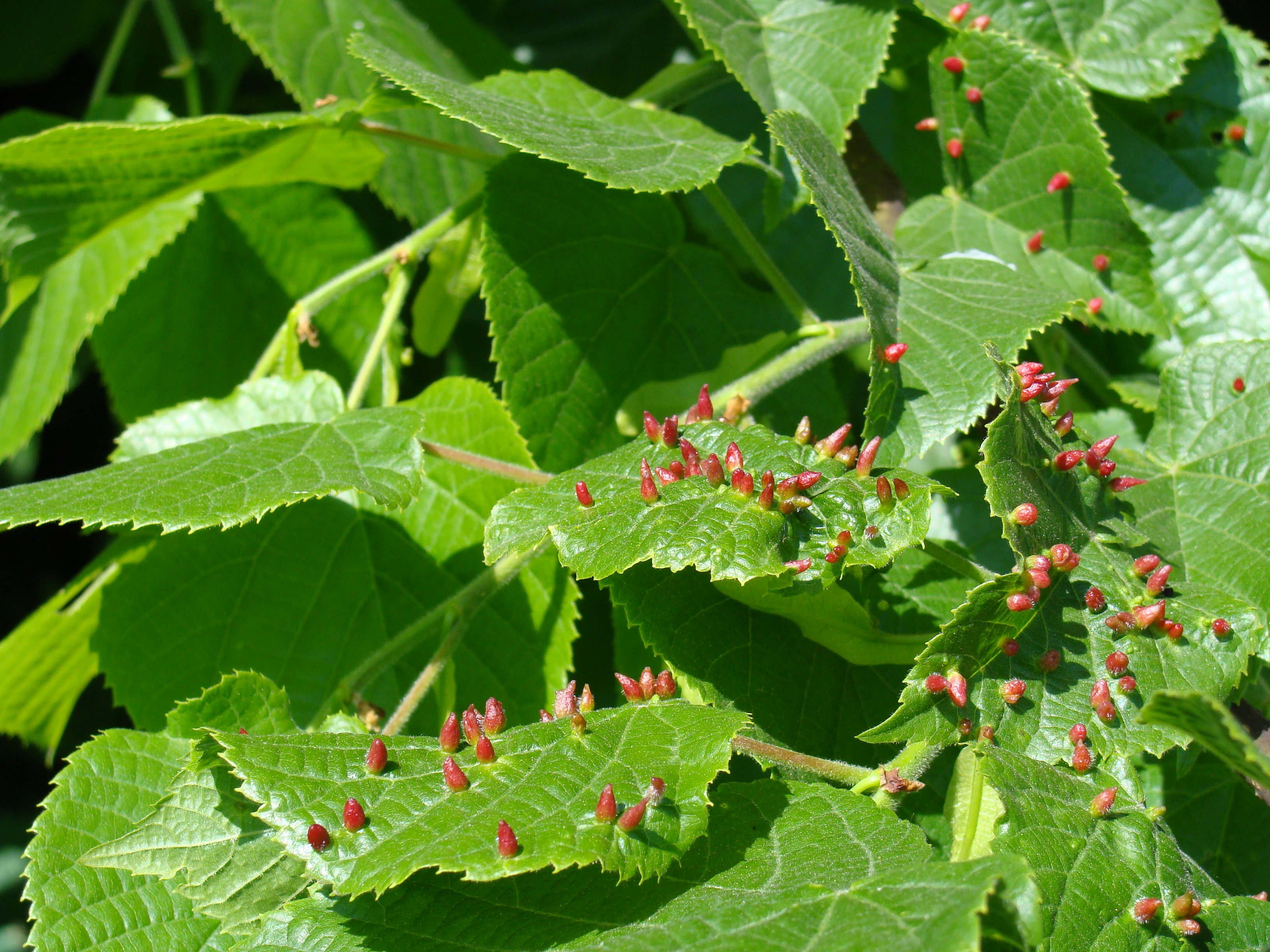

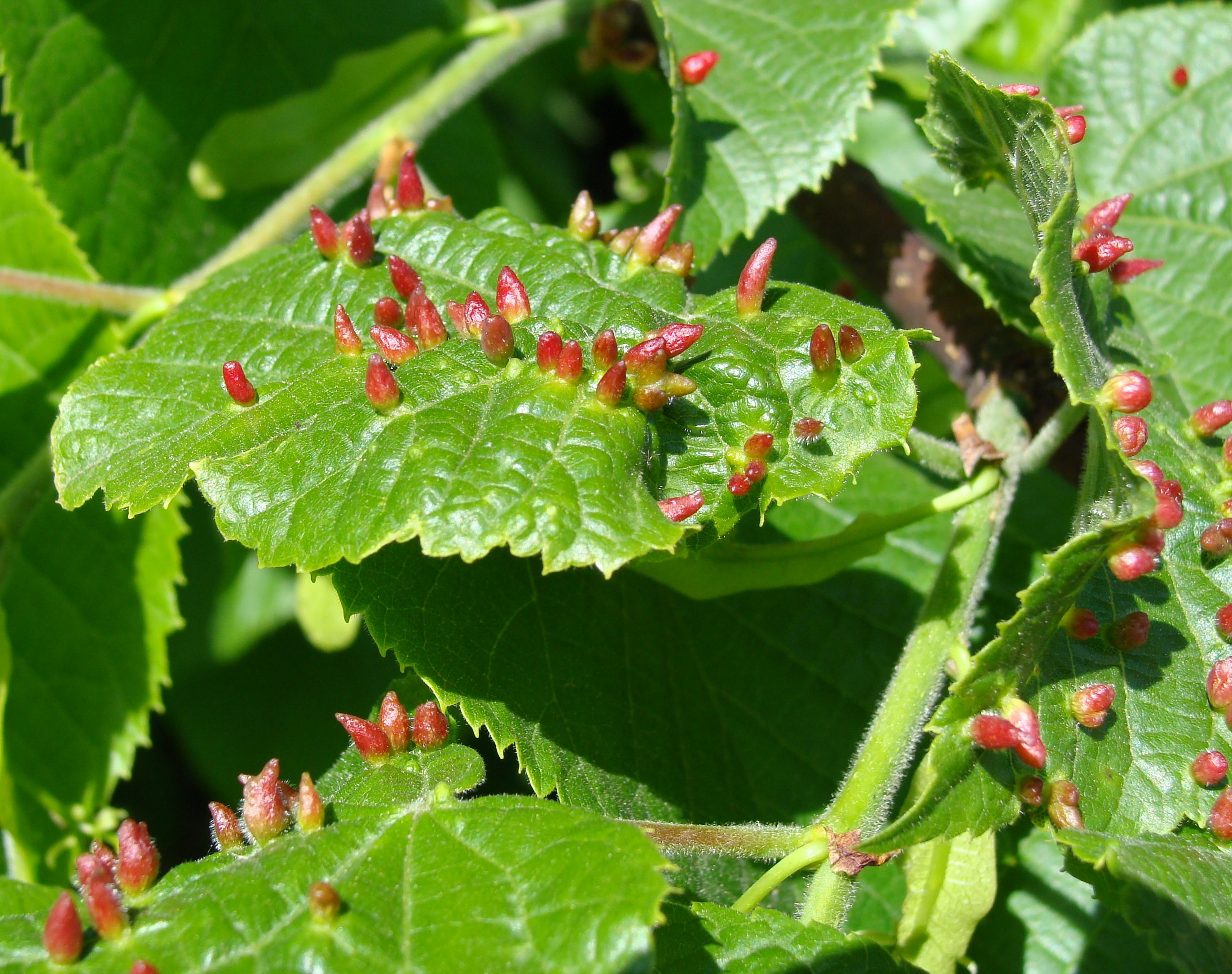

Roślinami żywicielskimi tego szpeciela są różne gatunki lip. Odnotowano go np. na lipie drobnolistnej, szerokolistnej, srebrzystej, amerykańskiej i kaukaskiej. Żerując indukuje on powstawanie na górnej powierzchni liścia galasów w formie rożków (łac. erinae), zwykle o czerwonawym zabarwieniu, ale ich barwa wahać się może od zielonkawożółtej po różową i czerwoną. W przypadku lipy drobnolistnej forma galasów jest stożkowata, a ich wysokość dochodzi do 5 mm (choć inne źródło podaje około 15 mm), natomiast galasy powstałe na lipie szerokolistnej i amerykańskiej mają od 5 do 12 mm i kształt ukośny lub zakrzywiony z wierzchołkiem spiczastym bądź zaokrąglonym. Roztocz ten preferuje liście w dolnej części korony drzew. Żerując pozbawia roślinę części produktów asymilacyjnych, a w przypadku silnego porażenia liścia prowadzi do jego opadnięcia.
W ciągu roku powstaje kilka pokoleń. Już w lipcu  samice wgryzają się w nowo powstające pąki i zimują pozostając do wiosny. Zwalczać można wiosną, gdy wychodzą na liście.